# Krumpperkapelle

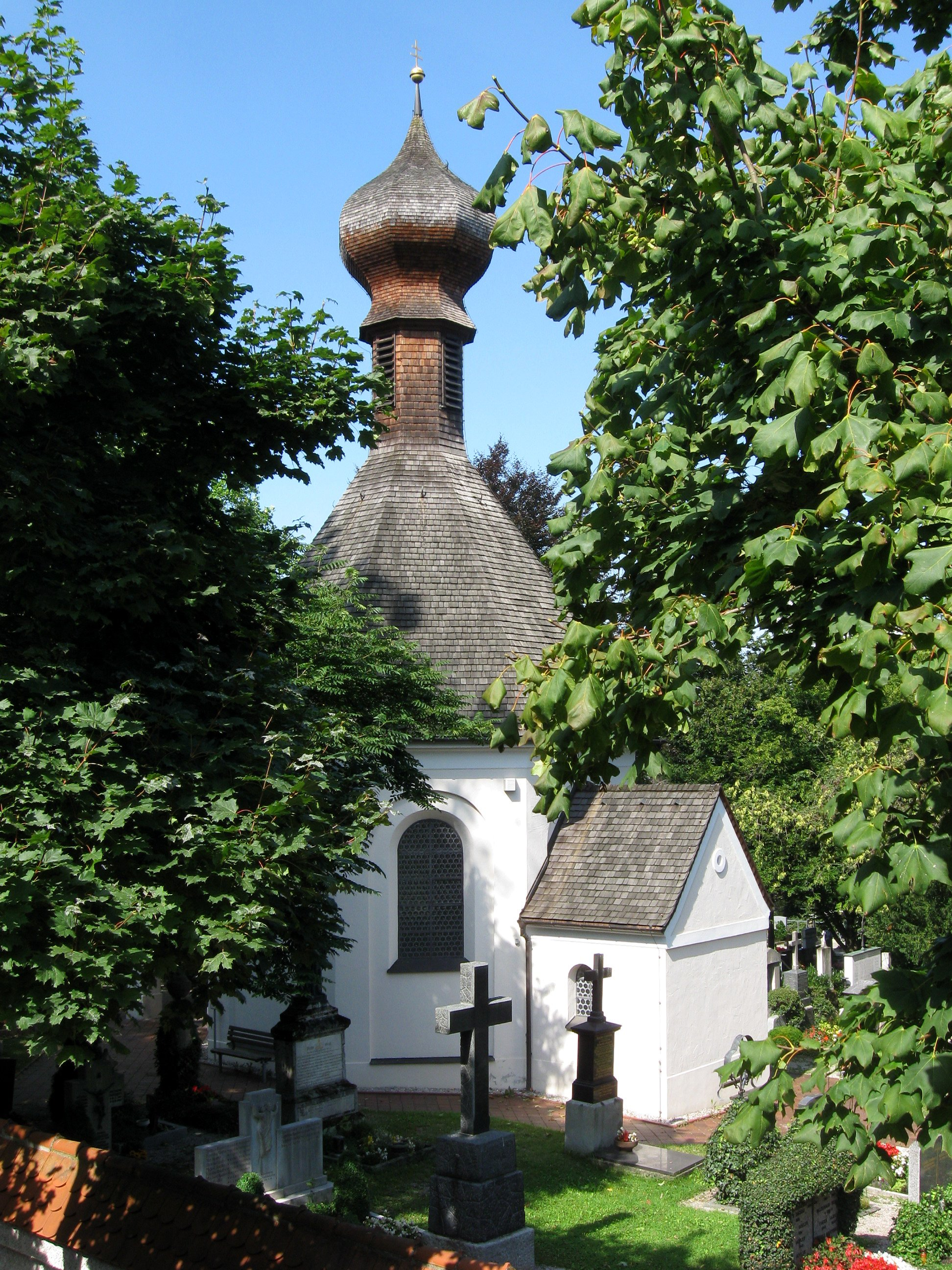
Krumpperkapelle im Stadtfriedhof Dachau

Die Krumpperkapelle befindet sich auf dem Stadtfriedhof Dachau in der Gottesackerstraße 4 und wurde 1628 nach Plänen von Hans Krumpper errichtet. Die Friedhofskapelle ist unter der Aktennummer D-1-74-115-20 in der Denkmalliste Bayern eingetragen.

## Geschichte und Architektur
Bei der ehemaligen Heilig-Kreuz-Kapelle handelt es sich um einen achteckigen Zentralbau mit Zeltdach, die zwischen 1627 und 1628 erbaut wurde. Gestiftet wurde die Kapelle von Wilhelm Jocher. Die Renaissance-Kapelle besitzt einen Dachreiter mit Zwiebelhaube, einen rechteckigen Chorraum im Osten und eine rechteckige Vorhalle, die 1934 errichtet wurde, im Westen. In der Kapelle befindet sich eine Kreuzigungsgruppe von Albert Hirschmann und dahinter im Gewölbe der Sakristei ein Kreuz-Reliquiar, das Heinrich Rauffer stiftete. Im Inneren besitzt sie eine einfache Stuckdekoration. Heinrich Rauffer initiierte die Renovierung zwischen 1992 und 1995, indem er durch eine Spendenaktion 500.000 DM sammelte und den Abriss der Kapelle verhinderte.
In der Krumpperkapelle läutet die älteste Glocke Dachaus. Das gotische Werk wurde 1406 gegossen und war eigentlich für die Dachauer Schlosskapelle bestimmt. Nachdem 1806 die Seitenflügel und die Kapelle des Schlosses abgerissen wurde, kam die Glocke in die St.-Jakob-Kirche und diente als Totenglöckchen. Später lagerte sie auf dem Dachboden, bis sie auf Initiative von Heinrich Rauffer restauriert und in der Friedhofskapelle aufgehängt wurde.

## Baudenkmal
Die katholische Kapelle steht unter Denkmalschutz und ist im Denkmalatlas des Bayerischen Landesamtes für Denkmalpflege und in der Liste der Baudenkmäler in Dachau eingetragen.